# بعثة الأمم المتحدة للتحقق في كولومبيا
بعثة الأمم المتحدة للتحقق في كولومبيا (UNVIC) المنشئة في 26 سبتمبر 2017، بعد اختتام مهام بعثة الأمم المتحدة في كولومبيا. تدعم البعثة عملية السلام وسط النزاع الكولومبي وتم تمديد مهامها في عام 2023 بموجب قرار مجلس الأمن التابع للأمم المتحدة رقم 2673.